# Meteorologiåret 1870

## Händelser

### Mars
- 12 mars - En stor snöstorm härjar i södra Ontario, Kanada.[1]
- 14-16 mars - Snöstorm i USA slår till mot Iowa och sydvästra Minnesota.[2]
- 12 mars - En till stor snöstorm härjar i södra Ontario, Kanada.[1]
- 27 mars - Ytterligare en stor snöstorm härjar i södra Ontario, Kanada.[1]

### Augusti
- 22 augusti – Nederbörd över Minnesota, USA förstör stora delar av veteskörden.[3]

### Oktober
- Oktober – Rekord för antalet observerade orkaner i Nordamerika slås med 6 stycken.[4]

### November
- 8 november - Nystartade Weather Bureau gör sin första officiella väderprognos: "High winds at Chicago and Milwaukee... and along the Lakes" ("Kraftiga vindar vid Chicago och Milwaukee... och längsmed sjöarna").[5]

### December
- December - I Sverige noteras flera nya lokala dygnsmedeltemperaturerrekord för månaden, -4.7° i Göteborg, -4.7° i Lund, -7.3° i Växjö och -8.9° i Örebro.[6]

### Okänt datum
- I Norge publicerar Henrik Mohn "Det norske meteorologiske institutts stormatlas".[7]
- Det norske meteorologiske institutt upprättar mätstationen vid Værnes i Norge.[8]
- I Norge inleder Det norske meteorologiske institut väderobservationer i Trondheims innerstad.[9]

### Fotnoter
1. 1 2 3  ”Dan, Dan the Weatherman's Canadian Weather Trivia Page”. Arkiverad från originalet den 9 september 2013. https://web.archive.org/web/20130909001246/http://www.dandantheweatherman.com/cantriv.html. Läst 7 mars 2011.
2. ↑  Famous Minnesota Winter Storms (Listed Chronologically) Arkiverad 7 januari 2009 hämtat från the Wayback Machine.
3. ↑  This Day in Weather History - August Arkiverad 26 juli 2010 hämtat från the Wayback Machine.
4. ↑  SMHI Arkiverad 27 oktober 2012 hämtat från the Wayback Machine.
5. ↑  National Weather Service - 8 november 1870
6. ↑  SMHI
7. ↑  MET
8. ↑  MET
9. ↑  Meteorologisk institutt Arkiverad 16 oktober 2014 hämtat från the Wayback Machine.